# Tàngara de lluentons
La tàngara de lluentons (Tangara nigroviridis) és una espècie d'ocell sud-americana del gènere Tangara que pobla la selva nebulosa andina existent entre Veneçuela i Bolívia.

## Taxonomia
Descrita per primera vegada per Frédéric de Lafresnaye l'any 1843, la tàngera de lluentons és una de les desenes d'espècies de tàngers del gènere Tangara.

## Descripció
És un petit ocell cantor, que mesura 13 cm de longitud. El seu plomatge és majoritàriament turquesa, encara que molt marcat amb taques negres i escates. El seu pit i el seu ventre són principalment negres, amb taques verdoses opalescents.

## Hàbitat i distribució
La tàngara de beril es troba als vessants orientals dels Andes des de Veneçuela, tot i que Colòmbia, Equador i Perú fins a Bolívia. A l'Equador, es troba a elevacions que oscil·len entre 700 i 2.500 metres, mentre que al Perú oscil·la una mica més alt: entre 1.500 i 2.900 metres. Es troba en boscos humits i de segon creixement.